# Goeroe Har Rai

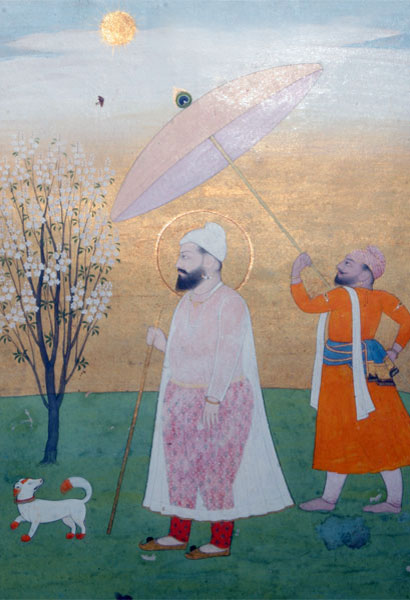
Afbeelding voorstellende Goeroe Har Rai

Goeroe Har Rāī (Gurmukhi: ਸ੍ਰੀ ਗੁਰੂ ਹਰਿਰਾਇ ਜੀ, Devanagari: स्री गुरु हरिराइ जी) (26 februari 1630 – 30 mei 1661) was de zevende goeroe van de sikhs. Hij werd goeroe op 8 maart 1644 als opvolger van zijn grootvader, Goeroe Hargobind.
Onder leiding van Har Rāī maakte de sikhgemeenschap een vrij zwakke periode door. In tegenstelling tot zijn grootvader zocht Har Rāī vooral de vrede met het Mogolrijk, om zo onderdrukking te voorkomen. Onder zijn leiding werd er minder aandacht besteed aan missionariswerk. Bij gebrek aan aansprekende resultaten ontstond er binnen de sikhgemeenschappen oppositie tegen Har Rāī.
Alvorens Goeroe Har Rāī stierf, benoemde hij zijn zoon Goeroe Har Krisjan tot volgende goeroe van de sikhs. Deze was toen slechts vijf jaar oud.
Nanak · Angad  · Amar Das  · Ram Das · Arjan  · Hargobind · Har Rai  · Har Krisjan · Tegh Bahadur · Gobind Singh